# BVA Cup 2008 (maschile)
La BVA Cup 2008, 1ª edizione della omonima competizione di pallavolo maschile, si è svolta dal 19 al 27 settembre 2008: al torneo hanno partecipato nove squadre di club afferenti alla BVA e la vittoria finale è andata per la prima volta all'İstanbul BB.

## Regolamento

### Formula
La formula ha previsto:
- Fase a gironi, disputata con girone all'italiana: la prima classificata di ogni girone e la migliore seconda classificata hanno acceduto alla fase finale.
- Fase finale, disputata con semifinali, finale per il terzo posto e finale.

### Criteri di classifica
Sono stati assegnati 2 punti alla squadra vincente e 1 a quella sconfitta.
L'ordine del posizionamento in classifica è stato definito in base a:
- Punti;
- Ratio dei set vinti/persi;
- Ratio dei punti realizzati/subiti;
- Risultati degli scontri diretti.

## Squadre partecipanti
- Teuta
- Modriča
- Černo More
- Kīfisia
- Strumica
- Budva
- Baia Mare
- Ribnica
- İstanbul BB

## Torneo

### Fase a gironi
| Girone A    | Girone B | Girone C   |
| ----------- | -------- | ---------- |
| Teuta       | Ribnica  | Černo More |
| Strumica    | Modriča  | Kīfisia    |
| İstanbul BB | Budva    | Baia Mare  |

#### Girone A

##### Risultati
| 19 settembre 2008 Hala Pionir, Belgrado Durata: ? - Spettatori: ? | Teuta    | 0 - 3 | İstanbul BB | 20-25, 21-25, 19-25               |
| 20 settembre 2008 Hala Pionir, Belgrado Durata: ? - Spettatori: ? | Strumica | 3 - 2 | Teuta       | 20-25, 23-25, 25-19, 25-22, 17-15 |
| 21 settembre 2008 Hala Pionir, Belgrado Durata: ? - Spettatori: ? | Strumica | 1 - 3 | İstanbul BB | 20-25, 10-25, 25-23, 16-25        |

##### Classifica
| Pos. | Squadra     | Pt | G | V | P | SV | SP | Ratio | PF  | PS  | Ratio |
| ---- | ----------- | -- | - | - | - | -- | -- | ----- | --- | --- | ----- |
| 1.   | İstanbul BB | 4  | 2 | 2 | 0 | 6  | 1  | 6,000 | 173 | 131 | 1,320 |
| 2.   | Strumica    | 3  | 2 | 1 | 1 | 4  | 5  | 0,800 | 181 | 204 | 0,887 |
| 3.   | Teuta       | 2  | 2 | 0 | 2 | 2  | 6  | 0,333 | 166 | 185 | 0,897 |

      Qualificata alla fase finale per il primo posto.

#### Girone B

##### Risultati
| 19 settembre 2008 Kulturno-sportski centar Kakanj, Kakanj Durata: ? - Spettatori: ? | Modriča | 3 - 2 | Budva   | 25-15, 23-25, 19-25, 25-23, 15-10 |
| 20 settembre 2008 Kulturno-sportski centar Kakanj, Kakanj Durata: ? - Spettatori: ? | Ribnica | 3 - 0 | Budva   | 25-18, 25-18, 25-21               |
| 21 settembre 2008 Kulturno-sportski centar Kakanj, Kakanj Durata: ? - Spettatori: ? | Ribnica | 3 - 0 | Modriča | 25-18, 25-15, 25-18               |

##### Classifica
| Pos. | Squadra | Pt | G | V | P | SV | SP | Ratio | PF  | PS  | Ratio |
| ---- | ------- | -- | - | - | - | -- | -- | ----- | --- | --- | ----- |
| 1.   | Ribnica | 4  | 2 | 2 | 0 | 6  | 0  | MAX   | 150 | 108 | 1,388 |
| 2.   | Modriča | 3  | 2 | 1 | 1 | 3  | 5  | 0,600 | 158 | 173 | 0,913 |
| 3.   | Budva   | 2  | 2 | 0 | 2 | 2  | 6  | 0,333 | 155 | 182 | 0,851 |

      Qualificata alla fase finale per il primo posto.

#### Girone C

##### Risultati
| 19 settembre 2008 Sportna zala Hristo Borisov, Varna Durata: ? - Spettatori: ? | Kīfisia   | 3 - 2 | Černo More | 19-25, 25-18, 13-25, 26-24, 15-11 |
| 20 settembre 2008 Sportna zala Hristo Borisov, Varna Durata: ? - Spettatori: ? | Kīfisia   | 3 - 1 | Baia Mare  | 25-23, 22-25, 25-21, 25-17        |
| 21 settembre 2008 Sportna zala Hristo Borisov, Varna Durata: ? - Spettatori: ? | Baia Mare | 3 - 2 | Černo More | 20-25, 25-23, 21-25, 27-25, 15-11 |

##### Classifica
| Pos. | Squadra    | Pt | G | V | P | SV | SP | Ratio | PF  | PS  | Ratio |
| ---- | ---------- | -- | - | - | - | -- | -- | ----- | --- | --- | ----- |
| 1.   | Kīfisia    | 4  | 2 | 2 | 0 | 6  | 3  | 2,300 | 195 | 189 | 1,031 |
| 2.   | Baia Mare  | 3  | 2 | 1 | 1 | 4  | 5  | 0,800 | 194 | 206 | 0,941 |
| 3.   | Černo More | 2  | 2 | 0 | 2 | 4  | 6  | 0,666 | 212 | 206 | 1,029 |

      Qualificata alla fase finale per il primo posto.

### Fase finale
|  | Semifinali | Semifinali  | Semifinali |             |    | Finale          | Finale          | Finale          |  |
|  |            |             |            |             |    |                 |                 |                 |  |
|  | 1B         | Ribnica     | 2          |             |    |                 |                 |                 |  |
|  | 1B         | Ribnica     | 2          |             |    |                 |                 |                 |  |
|  | 1C         | Kīfisia     | 3          |             |    |                 |                 |                 |  |
|  | 1C         | Kīfisia     | 3          |             | 1C | Kīfisia         | 2               |                 |  |
|  |            |             |            |             | 1C | Kīfisia         | 2               |                 |  |
|  |            |             | 1A         | İstanbul BB | 3  |                 |                 |                 |  |
|  | 1A         | İstanbul BB | 1A         | İstanbul BB | 3  | 3               |                 |                 |  |
|  | 1A         | İstanbul BB |            |             |    | 3               |                 |                 |  |
|  | 2C         | Baia Mare   | 2          |             |    | Finale 3º posto | Finale 3º posto | Finale 3º posto |  |
|  | 2C         | Baia Mare   | 2          |             |    |                 |                 |                 |  |
|  |            |             |            |             |    |                 |                 |                 |  |
|  |            |             |            |             |    | 1B              | Ribnica         | 2               |  |
|  |            |             |            |             |    | 1B              | Ribnica         | 2               |  |
|  |            |             |            |             |    | 2C              | Baia Mare       | 3               |  |

#### Semifinali
| 26 settembre 2008 Sala Sporturilor Lascăr Pană, Baia Mare Durata: ? - Spettatori: ? | Ribnica     | 2 - 3 | Kīfisia   | 14-25, 15-25, 25-17, 25-20, 14-16 |
| 26 settembre 2008 Sala Sporturilor Lascăr Pană, Baia Mare Durata: ? - Spettatori: ? | İstanbul BB | 3 - 2 | Baia Mare | 25-19, 22-25, 16-25, 25-19, 15-13 |

#### Finale 3º posto
| 27 settembre 2008 Sala Sporturilor Lascăr Pană, Baia Mare Durata: ? - Spettatori: ? | Ribnica | 2 - 3 | Baia Mare | 25-22, 17-25, 25-19, 16-25, 13-15 |

#### Finale
| 27 settembre 2008 Sala Sporturilor Lascăr Pană, Baia Mare Durata: ? - Spettatori: ? | Kīfisia | 2 - 3 | İstanbul BB | 16-25, 25-20, 17-25, 25-22, 11-15 |

## Classifica finale
| Pos | Squadra     |
| --- | ----------- |
|     | İstanbul BB |
| 2   | Kīfisia     |
| 3   | Baia Mare   |
| 4   | Ribnica     |
| 5   | Strumica    |
| 6   | Modriča     |
| 7   | Černo More  |
| 8   | Teuta       |
| 9   | Budva       |